# George Cram Cook
George Cram Cook (Davenport, 7 ottobre 1873 – Delfi, 14 gennaio 1924) è stato un produttore teatrale, regista teatrale e scrittore statunitense.
Credendo che ispirare gli altri fosse la sua missione personale, Cook collaborò alla fondazione dell'associazione di intellettuali Provincetown Players, la prima compagnia teatrale moderna americana. Durante la sua partecipazione di sette anni, Cook supervisionò la produzione di quasi un centinaio di nuove opere di cinquanta drammaturghi americani. Egli è particolarmente ricordato per la produzione delle prime opere di Eugene O'Neill, insieme a quelle della moglie Susan Glaspell e di molti altri noti scrittori. Come professore presso l'Università dell'Iowa dal 1896 al 1899, Cook insegnò ciò che è considerato il primo corso di scrittura creativa. Dopo la sua partenza, il corso (intitolato Verse-Making) è continuato all'università sotto la cura dei colleghi di Cook  dove si è progressivamente evoluto  nel primo e più rinomato programma di scrittura creativa del mondo: il famoso Iowa Writer's Workshop.